# Platycoelia flavohumeralis
Platycoelia flavohumeralis är en skalbaggsart som beskrevs av Smith 2003. Platycoelia flavohumeralis ingår i släktet Platycoelia och familjen Rutelidae. Inga underarter finns listade i Catalogue of Life.